# Domaine de la Roserie
Le domaine de la Roserie est un domaine situé dans le 14e arrondissement de Marseille, en France.

## Localisation
Le domaine est situé au chemin des Bessons, dans le quartier de Sainte-Marthe, dans le 14e arrondissement de Marseille.

## Description
Le domaine est constitué d'une bastide et d'un parc.

## Historique
Le domaine de la Roserie est constitué en 1884 par J.B. Caillol, son commanditaire est Rose Boyer. 
Elle a longtemps accueilli des manifestations culturelles. Elle a été inscrite au titre des monuments historiques par arrêté du 12 juin 1991.
Achetée par un carrier pour construire un accès aux carrières de Sainte-Marthe., elle est aujourd'hui à l'abandon.